# Навтии
На́втии (лат. Nautii) — древнеримский патрицианский род, по преданию троянского (вероятнее — этрусского) происхождения. К нему, среди прочих, принадлежали:
- Спурий Навтий Рутил (Spurius Nautius Rutilus) — в 493 году до н. э. примиривший старших сенаторов с младшими и добившийся подчинения последних первым; он был консулом во время похода Кориолана на Рим в 488 году до н. э. и своей нерешительностью содействовал жалкому положению города во время той войны[1].

- Его брат Гай Навтий Рутил (Caius Nautius Rutilus), консул 475 и 458 годов до н. э.: помогал латинам и герникам в войне с вольсками и эквами, опустошил область сабинов и победил их при Эретуме[1].
- Спурий Навтий Рутил — потомок консула 488 года до н. э., военный трибун с консульской властью 424 года до н. э.
- Его сын Спурий Навтий Рутил был военным трибуном с консульской властью 419, 416 и 404 годов до н. э. и консулом 411 года до н. э.
- Спурий Навтий Рутил — консул 316 года до н. э.
- Его сын, Гай Навтий Рутил, — консул 287 года до н. э.; в том же году из-за обострения политической борьбы в Риме Квинт Гортензий был назначен диктатором.
- Спурий Навтий в 293 году до н. э. успешно сражался с самнитами[1].

Со второй половины III века до н. э. более не упоминаются.